# برووموف (ناحیه تاخوف)
برووموف (به چکی: Broumov) یک منطقهٔ مسکونی در جمهوری چک است که در ناحیه تاخوو واقع شده‌است. برووموف ۱۰٫۱۷ کیلومتر مربع مساحت و ۱۱۰ نفر جمعیت دارد و ۵۷۳ متر بالاتر از سطح دریا واقع شده‌است.